# Szestno
Szestno [ˈʂɛstnɔ] (deutsch Seehesten, früher Sehesten, Sehsten oder Seesten) ist ein Dorf in der Gmina Mrągowo (Landgemeinde Sensburg) im Powiat Mrągowski (Kreis Sensburg) der polnischen Woiwodschaft Ermland-Masuren.

## Geographische Lage
Das Dorf liegt im ehemaligen Ostpreußen, in der Masurischen Seenplatte, etwa 90 Kilometer südsüdöstlich der Stadt Königsberg (Kaliningrad), 15 Kilometer südlich der Stadt Rastenburg (Kętrzyn)  und 6 Kilometer nördlich der Stadt Sensburg (Mrągowo).

## Geschichte

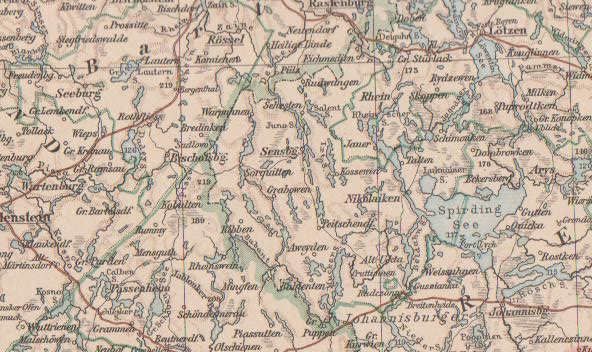
Seehesten (Sehesten) zwischen Heiligenlinde im Norden und Sensburg im Süden auf einer Landkarte von Ostpreußen von 1893 (Ausschnitt)

Das Dorf wurde 1401 von dem Deutschordensritter Ulrich von Jungingen gegründet, der zwischen 1396 und 1404 Komtur zu Balga war.
Nach dem  Kirchdorf Sehesten war in älterer Zeit ein Amtsbezirk benannt, der 51 Dörfer umfasste. Der Verwaltungssitz des Pflegeamts des Deutschen Ordens befand sich in der Ordensburg, die einst in dem Dorf stand. Als Amtspfleger auf der Ordensburg Sehesten wird 1502 der Deutschordensritter Christoph von Auer genannt. Aus dem Amtsbezirk wurde 1752 der nach dem Dorf benannte Landkreis gebildet.
Um die Mitte des 18. Jahrhunderts befand sich das Dorf im Besitz der Familie Schmeling. Im Dorf gab es eine Wassermühle.
Aufgrund der Bestimmungen des Versailler Vertrags stimmte die Bevölkerung im Abstimmungsgebiet Allenstein, zu dem Seehesten gehörte, am 11. Juli 1920 über die weitere staatliche Zugehörigkeit zu Ostpreußen (und damit zu Deutschland) oder den Anschluss an Polen ab. In Seehesten stimmten 280 Einwohner für den Verbleib bei Ostpreußen, auf Polen entfielen keine Stimmen.

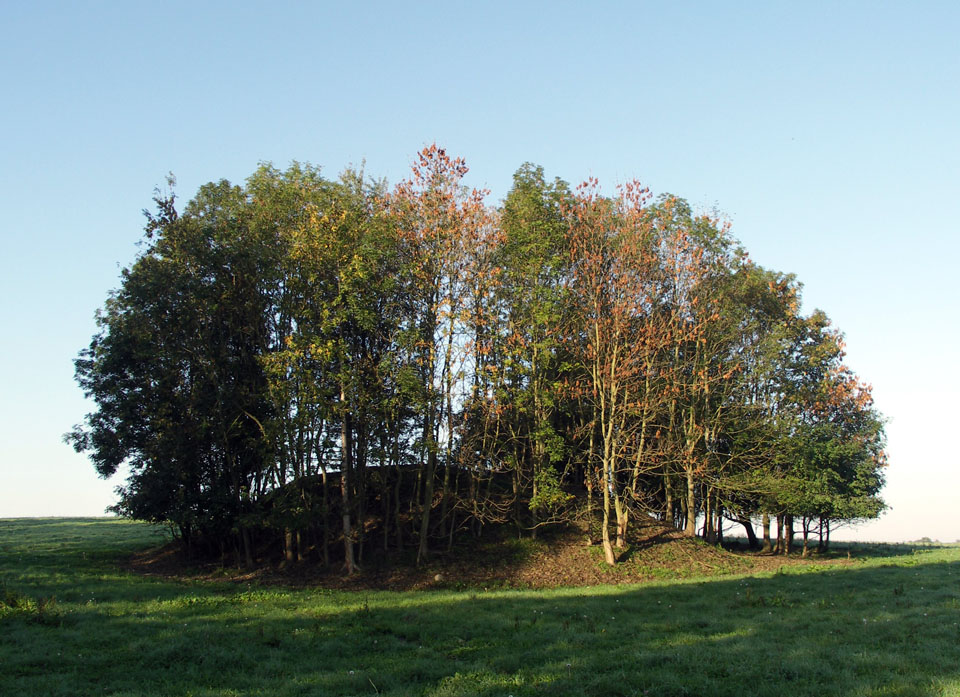
Ehemaliger Standort einer Wallburg (Turmhügelburg)
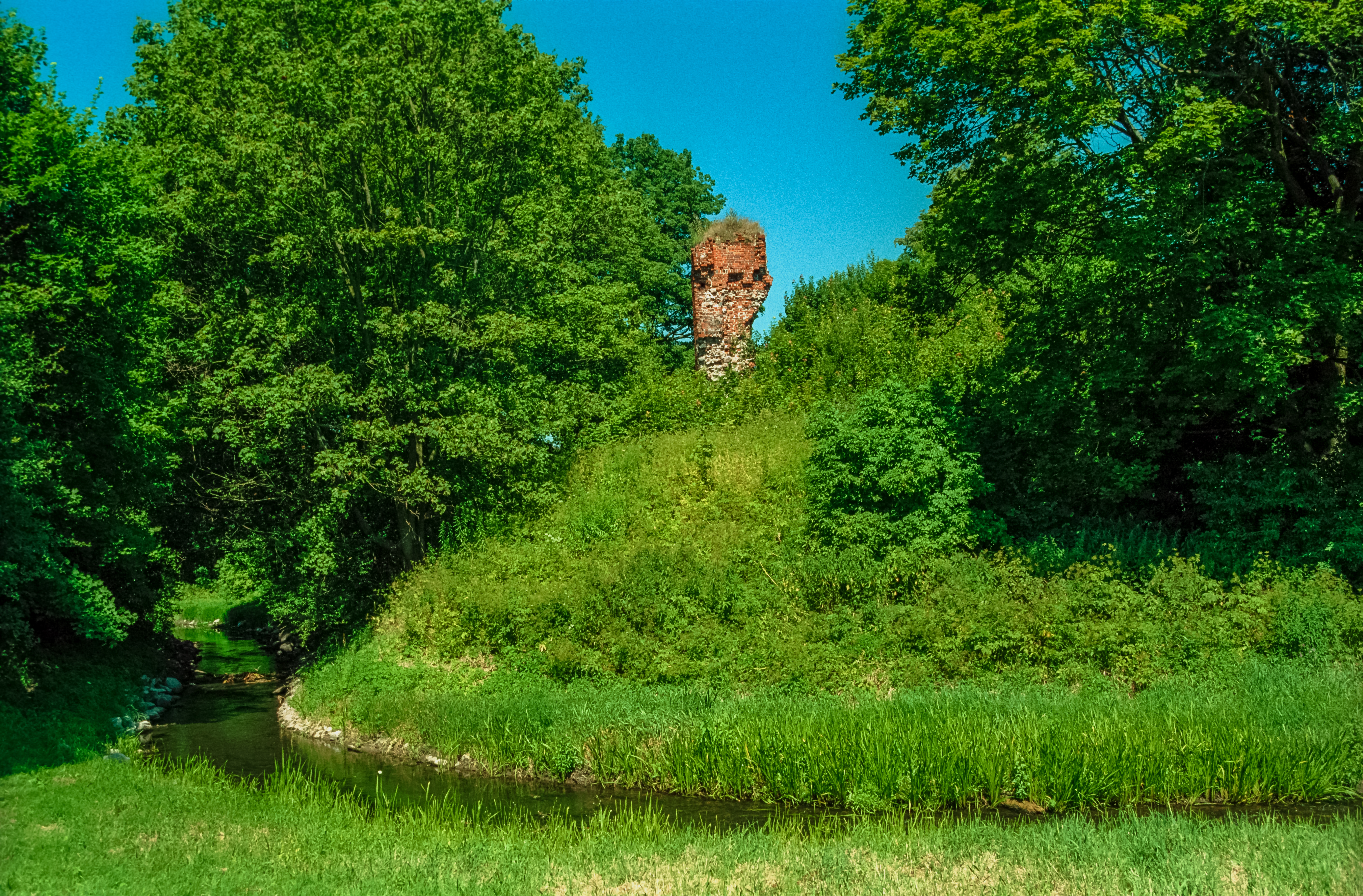
Ruine der Ordensburg auf dem Schlossberg

Im Jahr 1945 gehörte das Dorf Seehesten zum Landkreis Sensburg im Regierungsbezirk Allenstein des Deutschen Reichs.
Gegen Ende des Zweiten Weltkriegs besetzte im Januar 1945 die Rote Armee die Region. Bald darauf wurde Seehesten zusammen mit der südlichen Hälfte Ostpreußens seitens der sowjetischen Besatzungsmacht der Volksrepublik Polen zur Verwaltung überlassen. Es wanderten nun Polen zu. Seehesten wurde unter polnischen Namen Szestno verwaltet. Soweit die Einwohner nicht der angestammten masurischen Minderheit angehörten, wurden sie nach 1945 mit wenigen Ausnahmen von der polnischen Administration aus Seehesten vertrieben.
Im Jahr 2011 zählte das Dorf 597 Einwohner.

### Demographie
| Jahr | Einwohner | Anmerkungen |
| ---- | --------- | ----------- |
| 1867 | 464       | [ 8 ]       |
| 1885 | 405       |             |
| 1898 | 394       |             |
| 1905 | 375       |             |
| 1910 | 361       | [ 9 ]       |
| 1933 | 477       | [ 10 ]      |
| 1939 | 492       | [ 10 ]      |

### Amtsbezirk Seehesten (1874–1945)
Am 8. April 1874 wurde Seehesten Amtsdorf und damit namensgebend für einen Amtsbezirk, der bis 1945 zum Kreis Sensburg im Regierungsbezirk Gumbinnen (ab 1905: Regierungsbezirk Allenstein) in der preußischen Provinz Ostpreußen gehörte. Dem Amtsbezirk Seehesten waren eingegliedert:
| Name           | Polnischer Name | Bemerkungen                                                      |
| -------------- | --------------- | ---------------------------------------------------------------- |
| Pfaffendorf    | Popowo Salęckie |                                                                  |
| Reuschendorf   | Ruska Wieś      |                                                                  |
| Rudwangen      | Rydwągi         |                                                                  |
| Seehesten      | Szestno         |                                                                  |
| Seehesten, Gut |                 | Am 30. September 1928 in die Landgemeinde Seehesten eingemeindet |

## Kirche

### Kirchengebäude

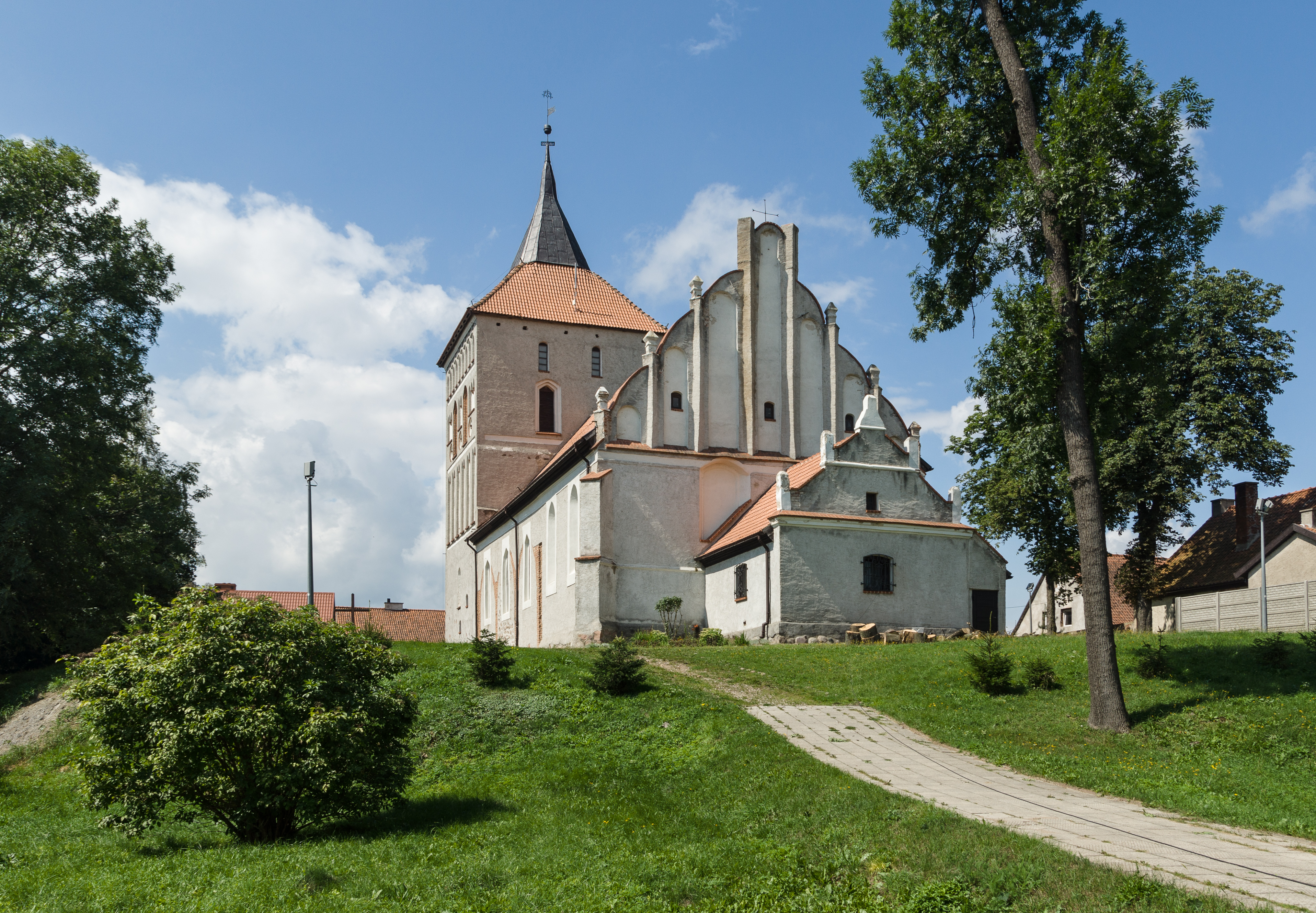
Die einst evangelische, jetzt katholische Pfarrkirche in Szestno

Die heutige Heilig-Kreuz-Kirche in Seehesten wurde nach einem Brand der Vorgängerkirche unter Verwendung alten Materials errichtet und stammt aus den Jahren 1619 bis 1639. Das Kircheninnere besticht durch zahlreiche Wand- und Deckenmalereien, auch wenn es zahlreiche Spuren der Restaurierung und Veränderung gibt. Altar und Kanzel stammen aus dem Jahr 1647 und wurden von der gleichen Schnitzwerkstatt hergestellt. Zur Ausstattung gehören zwei Herrenstühle sowie zwei Totenfahnen aus dem 17. Jahrhundert. Die seit der Reformationszeit evangelische Kirche ist heute ein katholisches Gotteshaus.

### Kirchen-/Pfarrgemeinde

#### Evangelisch
Bereits in vorreformatorischer Zeit (seit 1401) bestand in Seehesten eine Kirche. Ab 1525 amtierten hier lutherische Prediger, die bis 1873 zu zweit Dienst taten. Seehesten gehörte lange Zeit zur Inspektion Rastenburg (polnisch Kętrzyn), danach bis 1945 zu Kirchenkreis Sensburg in der Kirchenprovinz Ostpreußen der Kirche der Altpreußischen Union. Im Jahr 1925 zählte das Kirchspiel Seehesten, zu dem seit 1822 auch die Filialgemeinde in Bosemb (1938 bis 1945 Bussen, polnisch Boże) gehörte, insgesamt 3.300 Gemeindeglieder, die in einem weiträumigen Gebiet lebten.
Trotz Flucht und Vertreibung der einheimischen Bevölkerung um 1945 wurde die Kirche bis zum 10. Oktober 1981 durch die evangelische Kirchengemeinde genutzt. Heute hier lebende Kirchenglieder sind der St.-Trinitatis-Kirche in Mrągowo (Sensburg) in der Diözese Masuren der Evangelisch-Augsburgischen Kirche in Polen zugeordnet.

#### Katholisch
Vor 1945 lebten nur wenige Katholiken in der Region Seehesten. Das änderte sich mit dem Zuzug polnischer Neubürger nach 1945, die sich hier neu ansiedelten. Sie waren fast ausnahmslos katholischer Konfession. Am 10. Oktober 1981 wurde das bis dahin von der evangelischen Gemeinde genutzte Kirchengebäude von katholischen Gläubigen besetzt. Seit dem 1. Juli 1989 ist Szestno ein Pfarrort, dem – wie ehedem – die Kapelle in Boże zugeordnet ist. Die Pfarrgemeinde gehört zum Dekanat Mrągowo I im Erzbistum Ermland der polnischen katholischen Kirche.

## Persönlichkeiten
- Georg Friedrich von Creytzen (* 3. Mai 1639 in Seehesten; † 4. Mai 1710 in Königsberg), preußischer Oberrat und Kanzler

## Verkehr

### Straßen
Szestno liegt an der verkehrstechnisch bedeutenden Woiwodschaftsstraße 591, die sich in Nord-Süd-Richtung durch die Woiwodschaft Ermland-Masuren zieht und die polnisch-russische Grenzregion mit der Mitte der Woiwodschaft verbindet. Außerdem besteht eine Nebenstraßenverbindung zum Nachbarort Wyszembork (Weißenburg).

### Schienen
Bis 1966 war Wyszembork die nächste Bahnstation und lag an der inzwischen stillgelegten und teilweise abgebauten Bahnstrecke Sensburg–Rastenburg, die bis 1945 von den Rastenburger Kleinbahnen betrieben wurde.